# Веселий Хутір
Веселий Ху́тір — село в Україні, у Золотоніському районі Черкаської області. Входить до складу Чорнобаївської селищної громади.

## Населення
За даними перепису 2001 року населення становило 729 осіб.

### Мовний склад
Рідна мова населення за даними перепису 2001 року:
| Мова       | Чисельність, осіб | Доля     |
| ---------- | ----------------- | -------- |
| Українська | 686               | 94,10 %  |
| Російська  | 37                | 5,08 %   |
| Інше       | 6                 | 0,82 %   |
| Разом      | 729               | 100,00 % |

## Історія
На землях нинішнього Веселого Хутора уже в 1908 році відоме володіння дворянки Надії Львівни Мусман, де розташовувався її конезавод. В час Третього подвірно — господарського земського перепису 1910 року цей хутір ще не значився, отже постійних мешканців тут не було.
Походження назви Веселий Хутір пов'язується з переказами про те, що село було місцем літнього відпочинку поміщиків Лівобережної Полтавщини, які проводили тут своє дозвілля й укладали угоди на придбання породистих коней, а його власниця Н. Л. Мусман завжди радо приймала шанованих гостей.
У 1923—1924 роках тут було створено племрозплідник «Веселий Хутір». Село Веселий Хутір почало заселятись в 1925—1926 роках, а в 1930 році нараховувало уже 97 жителів. В 1932 році радгосп «Веселий Хутір» — спеціалізоване господарство. Керівники радгоспу вберегли своїх робітників від голодної смерті у 1932—1933 роках. В довоєнні роки було досягнуто значних успіхів у розвитку господарства. Було збудовано дві пекарні, дві їдальні, млин, дитячий садок, клуб, контору.
З початком Другої світової війни в серпні 1941 року частину радгоспного майна, машини і худобу було евакуйовано. Десятки жителів Веселого Хутора стали на захист своєї Батьківщини, 43 з них не повернулося з полів бою. Окупація села тривала з 19 вересня 1941 року по 23 вересня 1943 року. Відступаючи, гітлерівці повністю спалили всі будівлі села. Після вигнання окупантів, радгоспу довелося знову створювати нову виробничу базу, будувати житлові і культурно — побутові приміщення, відновлювати родючість полів. З року в рік збільшувалось виробництво сільськогосподарської продукції. При допомозі держави і завдяки самовідданій праці колективу робітників і службовців радгоспу, господарство відбудовувалось, набувало темпів росту. В роки відбудови народного господарства в радгоспі «Веселий Хутір» були створені ланки по вирощенню кукурудзи, цукрового і кормового буряків. Робота була нелегкою, але трудівники зуміли досягти високих результатів. В 1950 році ланка, очолювана Параскою Іванівною Василенко, зібрала по 63 центнери кукурудзи з гектара.
Працю кращу з кращих високо оцінила держава, нагородивши орденом Леніна також Шаргут Віру Григорівну, Потягу Михайла Івановича, Каваценка Миколу Павловича. Урядовими нагородами відзначено ряд інших робітників — в період 60 — 80-тих років в селі з'явилося 10 кавалерів ордена Трудового Червоного Прапора. Серед них рільники і тваринники Кулик О. А., Домаш Д. Т., Черненко І. О., Вербицька М. Г., Жицька К. І., Холоденко М. І., Карамшук В. Ф., Олійник В. П., Жицький Г. І., Огородня Є. С.
15 трудівників господарства стали кавалерами ордена «Знак Пошани»: Старіков В. Т., Недяк П. С., Мовчан О. С., Шевченко І. М., Кругла Г. Ф., Калініченко Д. І., Петренко Н. С., Соломка Я. А., Дорошко О. С., Ткаченко В. Г., Микитенко Р. І., Слинько Д. М., Кононенко В. Г., Чмигов О. І..
В 1973 році ланковий–буряковод Михайло Іванович Потяга удостоєний звання Героя Соціалістичної Праці.
В 1982 році село Веселий Хутір стало центром однойменної сільської ради, яку протягом 24 років очолювала Шмиг Любов Миколаївна. Населений пункт неодноразово визначався кращою територіальною громадою Чорнобаївського району.
Сьогодні в селі знаходиться кінська ферма.